# Netwerkevolutie

Een fylogenetisch netwerk waarin netwerkevolutie is te zien doordat B ontstaat uit voorouders A en C die een gemeenschappelijke voorouder hebben

Netwerkevolutie (Engels: reticulate evolution) is een vorm van evolutie waarbij nieuwe levensvormen ontstaan door vervlechting van bestaande organismen in plaats van door opsplitsing.
In navolging van Darwins enige illustratie in The Origin of Species wordt het verloop van de evolutie doorgaans weergegeven als een boom met vertakkingen die nooit meer tezamenkomen. Deze voorstelling geeft slechts een deel weer van het evolutionaire proces. 
Daarnaast ontstaan er nieuwe levensvormen doordat reeds gescheiden soorten en zelfs geheel onverwante organismen zich samenvoegen. Veelvoorkomende voorbeelden hiervan zijn soortvorming door polyploïdering van bastaarden, door laterale genenoverdracht tussen micro-organismen, en door endosymbiose.

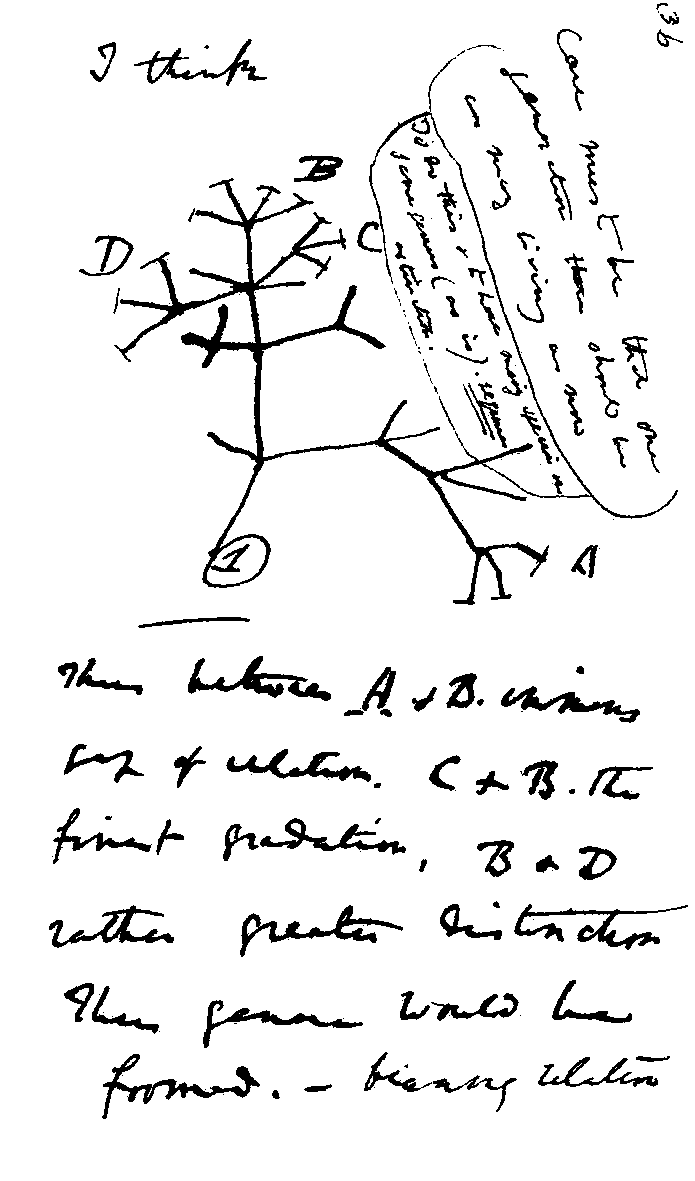
Darwins schets van een evolutionaire boom (Transmutation of Species, 1837)

Bij een aanzienlijk deel van nieuw gevormde plantensoorten speelt bastaardering (hybridisatie) en polyploïdering een rol. Bij dieren en andere clades speelt dit minder. Het resultaat is een fylogenetisch netwerk in plaats van de klassieke stamboom.